# −3
在數學中，負三記作−3，是介於負四與負二之間的整數，為3的加法逆元或相反數:22，即其與三的和為零，偶爾會被視為3的逆反詞或相對概念。日常生活中通常不會用負三來計量事物，例如無法具體地描述何謂負三頭牛或持有負三顆蘋果。
負三經常在訊號處理領域被提及，因為負三分貝約為能量的一半。因此，負三分貝又稱為半能點，經常在濾波器、滤光器和放大器中使用。在國際單位制基本單位的表示法中，負三偶爾也會做為冪次來表達立方倒數，比如密度的单位kg･m-3。

## 性質
- 負三為第二大的負奇數。最大的負奇數為負一，而負三為負一的三倍[11]。
- 負三與無理數{\displaystyle 10\log _{10}\left({\tfrac {1}{2}}\right)\approx -3.0103}的值十分接近[12]，因此在訊號處理領域中經常使用負三分貝代表能量為一半的情況[6]。
- 負三是最大的負基本判别式（英语：Fundamental discriminant）[13]，同時，在2-rank為0時，負三是絕對值最小的基本判别式[14]。
- 從負三開始連續三個奇數的乘積加一為平方數。有這種性質的奇數只有-3和1，而所有滿足n(n+2)(n+4)+1為平方數的整數只有11個，分別為-4, -3, -2, 0, 1, 2, 8, 10, 18, 112, 1272[15]。
- 負三為第二大的殭屍數[16]，最大的殭屍數是負二[16]。殭屍數為位數和（首位含負號）的平方與自身的和大於零的負數[16]。前一個為-4、下一個為-2（OEIS數列A328933）。所有負數中，只有26個整數有此種性質[16]。
- 負三能使二次域{\displaystyle \mathbb {Q} [{\sqrt {d}}]}的類数為1，即{\displaystyle \mathbb {Q} [{\sqrt {-3}}]}的類数為1，亦即其整數環為唯一分解整環[註 2][17]，且這個二次域在複平面上形成了一個六角網格，每個六邊形又可分成6個三角形（三角網格）[18]:289。
  - 而根據史塔克-黑格纳理論（英语：Stark–Heegner theorem），包含負三，有此性質的負數只有9個[19][18]:295[20][21]，其對應的自然數稱為黑格纳数[22]。
  - 此外負三也能使二次域{\displaystyle \mathbb {Q} [{\sqrt {d}}]}成為簡單歐幾里得整環（simply Euclidean fields，或稱歐幾里得範數整環，Norm-Euclidean fields）[23]，即{\displaystyle \mathbb {Q} [{\sqrt {-3}}]}為簡單歐幾里得整環。有此性質的負數只有-11, -7, -3, -2, -1（OEIS數列A048981）[24]。若放寬條件，則-15也能列入[25][26]。
  - 若考慮正數，則-3是第七個有此性質的數，前一個是-7、下一個是-2[17][27]。
- 負三與負三的乘積為正九[28]，即負三的平方為九[29]，因此負三為九的平方根之一，即九的負平方根。[註 3]
- 現有兩數i和j，i和j的乘積與六倍i和j的和相等，且其和與i、j皆為整數的結果只有8個解，負三是其中之一[32]。
- 負三為四維超立方體（或四維超方形）下闭集合中欧拉示性数的最小值[33]。

### 負三的因數
負三的因數有-3, -1, 1和3。在質因數分解中，雖然能夠透過將負一提出來完成質因數分解，
即{\displaystyle -3=\,}{\displaystyle -1\times 3}，然而算术基本定理一般以探討正整數的質因數分解為主，因此一般不會對負的整數進行質因數分解。

### 負三次冪
若一數的冪為負三次，則其可以視為立方的倒數，例如日常生活中常用的密度CGS制單位g/cm3，其因此可以表示為質量乘以長度的立方倒數，計為ML-3，此時負三用以表示立方的倒數。
而立方倒數中的相關議題還有立方倒數和。自然數的負三次次方和（立方倒數和）會收斂並趨近於阿培里常数，即：
- {\displaystyle \sum _{n=1}^{\infty }{n^{-3}}} =　{\displaystyle {\frac {\pi ^{2}}{7}}\left\{1-4\sum _{k=1}^{\infty }{\frac {\zeta (2k)}{(2k+1)(2k+2)2^{2k}}}\right\}\approx 1.202056903}[40]

即全體自然數的負三次方和會收斂在這個數。其值約為1.202056903。同時其也是Zeta函數代入3的結果。

## 表示方法
負三通常以在3前方加入負號表示:28，通常稱為「負三」或大寫「負叄」、「負叁」或「負參」，而在某些場合中，會以「零下三」表達-3，例如在表達溫度時。而在英語中通常以negative three（負三）表示，比較不會以minus three（減三）表示。
在二進制時，尤其是計算機運算，負數的表示通常會以二補數來表示，即將所有位數填上1，再向下減。此時，負三計為「......11111101(2)」，例如，在八位元的二補數二進制中，負三會以「11111101(2)」表示，正三會以「00000011(2)」；而在使用負號的表示法中，負三計為「-11(2)」，亦有在最高位填1表示其為負之表示法，此時負三表示為「10000011(2)」。

## 在其他領域中
- 當分貝數為負三時，能量約為一半，又稱為半能點[7]。
- 智能不足輕度與中度的分界為智力測驗平均值的負三個標準差上[47]
- 關於十的負三次冪10-3 ， 其為SI前缀之一，可以用m （Milli）表示。[48]例如：1毫米為10-3 米、1毫克為10-3 克[49]。
  - 同時10-3也能代表毫[50]，以及日本的單位毛（日语：毛 (数)）[51]。
- 密度的因次是ML-3，對應的SI制單位可以表示為kg･m-3。[10][52] 而加加速度的因次與單位也能用負三次冪表示，其因次計為LT-3、對應的單位可以用m･s-3 表示 。[53]
- 部分紀年方法或計算機程序[註 4]容許負值的公元年，此時負三年代表的意義為公元前4年[55]，同理，對世紀而言負三世紀代表公元前4世纪。[56]
- 《-3℃》為岩井由紀子1987年發行的單曲。[57]
- 火星[58]和木星[59]有時會被歸類在負三等星。此外負三等星亦用於火流星的定義：比負三等星亮的流星稱為火流星[60]。
  - 當金星位於相對於地球上的太陽背光位置時，其平均視星等約為負三等。[58]而金星實際上的視星等會在−4.92等和−2.98等之間變動，平均約在−4.14等左右。[61]
- 协调世界时为UTC−3表示比协调世界时慢3小时。[62]
- 硫酸两个pKa，分别是−3.0和1.99。[63][64]
- 3-氟丙烯的沸点是−3 °C。[65]